# Лофти (гора)
Гора Лофти (высота 727 м) самая высокая точка хребта Маунт-Лофти к востоку от Аделаиды в Южной Австралии. Это первая гора в регионе, на которую взошли европейцы, когда исследователь Коллет Баркер совершил восхождение в 1831 году, почти через 7 лет после заселения Аделаиды. Название гора получила от Мэтью Флиндерса во время его путешествия вокруг Австралии в 1802.
Гора была закрыта для публики во время Второй мировой войны, когда маяк, расположенный на её вершине, служил ценным навигационным ориентиром. На его вершине был установлен светящийся элемент, чтобы повысить видимость ночью. После войны он был удален, однако в 1990-х годах установлен снова в процессе реконструкции маяка.
Попасть на вершину горы можно с Юго-восточного шоссе со стороны Крэйферса, либо из восточных пригородов Аделаиды через Гринхилл роуд. Энтузиасты могут совершить пешее восхождение из Долины водопадов со стороны Cleland Conservation Park или из долины Чемберс. С горы открывается панорамный вид на Аделаиду.
На вершине установлены телевизионные передатчики и расположена пожарная станция.
Гора Лофти — очень популярное место у туристов и жителей города.
С 2023 года восхождение на Лофти вошло в этап велогонки Мирового тура — Тура Даун Андер.